# Schönberg (Schrecksbach)

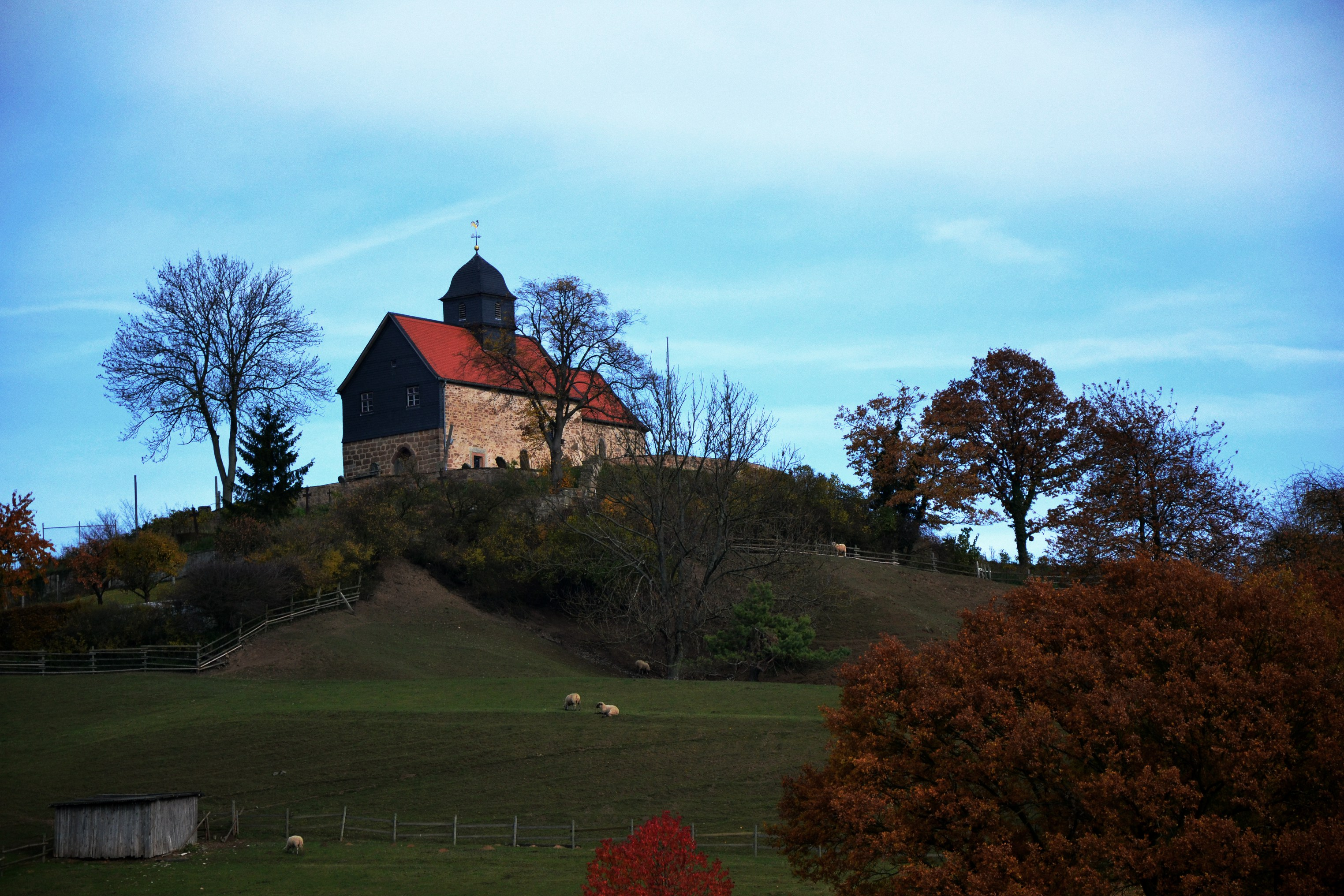
Kapelle Schönberg

Schönberg ist eine Gehöftgruppe in der Gemarkung von Röllshausen, einem Ortsteil der Gemeinde Schrecksbach im nordhessischen Schwalm-Eder-Kreis. Die Siedlung gehört zum Ortsbezirk Röllshausen.
Der Weiler liegt am Nordhang des Schönbergs, einem am Rande der Schwalmniederung aufsteigenden Basaltkegel. Auf dem steilen, terrassenartig ansteigenden Berg steht die aus dem Mittelalter stammende, weithin sichtbare Kapelle Schönberg. Unweit westlich des Ortes verläuft die Bundesstraße 254 von Alsfeld nach Ziegenhain.

## Ortsgeschichte

### Mittelalter
Erstmals urkundlich erwähnt wurde der Ort im Jahre 1030. Bei der Ersterwähnung hieß der Ort Sconenberg. 
Propst Eckehard  und der Konvent der Propstei Neuenberg verpachteten am 29. Juni 1264 dem Kloster Haina gegen eine jährliche Abgabe von 6 Pfund fuldischer Pfennige - je 3 zu Mariae Lichtmeß und Johannistag und 3 Pfund Wachs für das Neuenberger Kustosamt ihre sämtlichen Güter zu „Sconenberg“, Reyleshusen (Röllshausen),  Udorph und Lutzela mit allem Zubehör an Leuten, Höfen, Wäldern, Äckern usw., ausgenommen den Patronat der Kirche zu Schönberg und ein von der Abtei Fulda rührendes Lehen.
Ab 1324 nannte man den Ort dann Schonenberg.

## Sehenswürdigkeiten
- Kapelle Schönberg